# Linda Williams
Linda Williams, nom de scène de Henriëtte Willems (née le 11 juin 1955 à Valkenswaard) est une chanteuse néerlandaise.

## Biographie
Linda Williams est découverte par Piet Roelen, mari et manager de Corry Konings.
Son premier single est I'll Bide My Time en 1980 avec des paroles et de la musique de Cees de Wit, elle fait une apparition télévisée à Telebingo avec Mies Bouwman en décembre 1980. Plus tard, elle fait un autre single : In spring.
En 1981, elle participe au Nationaal Songfestival, après qu'Oscar Harris se retire à la toute dernière minute. Dans ce tour préliminaire national au Concours Eurovision de la chanson, chaque candidat présente deux chansons. Linda interprète les chansons Zo is het leven et Het is een Wonder, toutes deux écrites et composées par Cees de Wit. Au lieu d'être avec l'orchestre de Rogier van Otterloo, elle utilise une bande enregistrée, ce qui suscite une polémique. Elle remporte le Nationaal Songfestival avec Het is een wonder et peut représenter les Pays-Bas avec cette chanson le 4 avril 1981 au 26e Concours Eurovision de la chanson.
Après le Nationaal Songfestival, il y a une autre polémique après que Bart van der Laar, le patron de TTR Top Three Records, est enregistré comme parolier. Quelques jours plus tard, Van der Laar déclare dans un spectacle de Sonja Barend qu'il est le parolier, bien que la mère de de Wit, qui était également en studio, le nie fermement. À l'organisme des droits d'auteur BUMA/STEMRA, seul Cees de Wit est enregistré pour Het is een wonder. W. Edse est mentionné comme compositeur/parolier. Ceci est un pseudonyme de Cees de Wit. Het is een wonder fut déclarée par Cees de Wit le 2 juillet 1980 à BUMA/STEMRA. La chanson obtient 51 points et finit 9e sur vingt participants.
Après le concours, elle sort quelques singles qui ne sont pas des succès, le dernier en 1985. Elle continue cependant à travailler dans les studios.
Au Concours Eurovision de la chanson de 1999, Linda Williams revient avec sa fille Eva Jane, comme choriste sur la scène pour la chanson de la Belgique Like the Wind de Vanessa Chinitor.